# Gérald Genta
Gérald Genta est un horloger et artiste suisse.
Il a conçu et dessiné des montres pour les plus  grands noms de l'horlogerie de luxe moderne comme IWC, Omega, Universal Genève, Patek Philippe ou encore Audemars Piguet.
Gérald Genta est surnommé par Christie's le « Fabergé des montres ».

## Biographie
Gérald Charles Genta est né le 1er mai 1931 à Genève, d'une mère suisse et d'un père d'origine piémontaise. À l'âge de 20 ans, il achève ses études de joaillerie et d'orfèvrerie et obtient un diplôme d'étude fédéral suisse.
Recruté par Universal Genève, il crée dès 1954 le modèle Polerouter pour la compagnie aérienne SAS. 

### Créations remarquables
Gérald Genta a créé de nombreux modèles de montres emblématiques : Constellation pour Omega (1959), Golden Ellipse pour Patek Philippe (1968), Royal Oak pour Audemars Piguet (1972), Ingenieur chez IWC (1976), Nautilus pour Patek Philippe (1976), la montre Pasha de Cartier (1985).
Dans les années 1980, il obtient une licence The Walt Disney Company et produit des montres à l'effigie des célèbres personnages de la firme dans une série limitée.
En 1994, il conçoit la Grande Sonnerie Retro, l'une des montres les plus sophistiquées au monde.
Au cours de sa vie, Gérald Genta a dessiné plus de 100 000 modèles. Évelyne Genta, son épouse et associée, possède un fonds de plus de 3 400 designs inédits, archivés et documentés, qui pourront être exploités afin de continuer à faire vivre la créativité de l'artiste.

### Clients célèbres
Parmi les clients célèbres figurent des athlètes, des célébrités du monde du cinéma ou des affaires, des musiciens ou encore des monarques parmi lesquels le Prince Rainier de Monaco, le Roi Hassan II du Maroc, Juan Carlos Ier et Sofia d'Espagne, le Prince Fadh d'Arabie, ou encore la Reine mère d'Angleterre.

## La marque Gérald Genta
En 1998, à la suite de déboires commerciaux et financiers, Gérald Genta cède sa marque au distributeur singapourien The Hour Glass,
En 2000,  la marque est rachetée par Bulgari, tandis que Gérald Genta  relance l'année suivante une nouvelle marque, Gerald Charles.

## Postérité etHeritage
Évelyne Genta a fondé en 2019 l'association Gérald Genta Heritage afin de perpétuer la mémoire et la contribution exceptionnelle de Gérald Genta au monde de l'horlogerie, ainsi que pour encourager et accompagner de jeunes talents à y perfectionner leur art.
L'association a ainsi créé un prix annuel Gérald Genta pour récompenser « les jeunes designers talentueux et les hauts potentiels du secteur de la haute horlogerie ».